# Dee C Lee
Dee C Lee (* 6. Juni 1961 in Balham, London als Diane Catherine Sealey) ist eine britische R&B-, Soul- und Pop-Sängerin. Neben ihren Solo-Aktivitäten sang sie unter anderem mit den Gruppen Wham!, Slam Slam und The Style Council.

## Leben
Dee C Lee begann ihre Karriere als Begleitsängerin. Für Wham! sang sie von 1982 bis 1983 die Background Vocals, unter anderem auf Musikstücken wie Club Tropicana und Bad Boys. Kurz darauf erhielt sie ihren ersten Vertrag mit CBS, bei dem 1984 erste Singles wie Selina Wow Wow, Yippee Yi Yay! und Don't Do It Baby erschienen. Ab Mai 1983 sang Lee außerdem für die Band The Style Council, unter anderem für die Singles Money-Go-Round, Walls Come Tumbling Down! und Shout to the Top sowie auf deren Alben Cafe Bleu und Our Favourite Shop. 
Die 1985 veröffentlichte Solo-Single See the Day erreichte im Dezember 1985 Platz 3 der britischen Charts. Auch die nächste Single Come Hell Or Waters High, eine Coverversion des gleichnamigen Titels von Omaha Sheriff, erreichte die britischen Charts auf Platz 46. 1986 erschien ihr erstes Solo-Album Shrine  auf CBS.
Danach war Lee verstärkt mit The Style Council aktiv und ist unter anderem auf deren Alben Home and Abroad (1986), The Cost of Loving (1987) und Confessions of a Pop Group (1988) zu hören. Mit dem Style-Council-Frontmann Paul Weller war Lee zu dieser Zeit auch liiert und ab 1987 auch verheiratet.
1989 gründete Lee zusammen mit dem Blow-Monkeys-Sänger Robert Howard das House-Projekt Slam Slam, das die Clubhits Move (Dance All Night), Something Ain't Right und Free Your Feelings veröffentlichte. 1991 erschien mit Free Your Feelings das einzige Album des Projekts bei MCA Records. 1993 folgte eine Zusammenarbeit mit dem Rapper Guru für dessen Single No Time to Play. 1994 veröffentlichte Lee auf Mo’ Wax die Single New Reality Vibe und bei Cleartone Records ihr zweites Solo-Album Things Will Be Sweeter. 1998 folgte ihr drittes Album Smiles. Lee sang außerdem für Künstler wie Mother Earth, Nobukazu Takemura und D'Influence.
2006 hatte sie einen kurzen Auftritt als Popstar in der Filmkomödie Rabbit Fever. 2008 trat sie im Kurzfilm The Town That Boars Me auf.
Lee war von 1987 bis zur Scheidung 1998 mit Paul Weller verheiratet. Aus der Ehe gingen die Tochter Leah Weller, die als Sängerin und DJ aktiv ist, und der Sohn Nathaniel „Natt“ Weller hervor.

## Solo-Diskografie (Auswahl)
Alben
- 1986: Shrine (CBS)
- 1994: Things Will Be Sweeter (Cleartone Records)
- 1998: Smiles (Canyon International)
- 2024: Just Something (Acid Jazz Label)

Singles
- 1984: Yippee Yi Yay! (CBS)
- 1984: Selina Wow Wow (CBS)
- 1984: Don't Do It Baby (CBS)
- 1985: See the Day with The Paris Match (CBS)
- 1986: Hey What'd Ya Say? (CBS)
- 1986: Hold On (CBS)
- 1986: Come Hell or Waters High (CBS)
- 1994: New Reality Vibe (Mo’ Wax)
- 1995: Things Will Be Sweeter (Cleartone Records)
- 1998: Cajun Moon (Canyon International)